# Amphiura micra
Amphiura micra är en ormstjärneart som beskrevs av Hubert Lyman Clark 1938. Amphiura micra ingår i släktet Amphiura och familjen trådormstjärnor. Inga underarter finns listade i Catalogue of Life.